# Hipismo nos Jogos Pan-Americanos de 2011 - Adestramento por equipes
A competição do adestramento por equipes foi um dos eventos do hipismo nos Jogos Pan-Americanos de 2011 em Guadalajara. Foi disputada no Guadalajara Country Club no dia 16 de outubro.

## Calendário
Horário local (UTC-6).
| Data          | Horário | Fase  |
| ------------- | ------- | ----- |
| 16 de outubro | 8:30    | Final |

## Medalhistas
|  | USA Estados Unidos |  | CAN Canadá |  | COL Colômbia |
|  | Heather Blitz (Weltino's Magic) Marisa Festerling (Big Tyme) Cesar Alberto Parra (Grandioso) Steffen Peters (Paragon) |  | Roberta Byng-Morris (Reiki Thyne) Tom Dvorak (Viva's Salieri W) Tina Irwin (Winston) Crystal Kroetch (Lymrix) |  | Marco Bernal (Farewell) María Inés García (Beckam) Constanza Jaramillo (Wakana) Juan Mauricio Sánchez (First Fisherman) |

## Resultados
| Pos.              | País                     | País                     | País                     | Total  |
| Pos.              | Cavaleiro                | Cavalo                   | % Pontos                 | Total  |
| ----------------- | ------------------------ | ------------------------ | ------------------------ | ------ |
| Medalha de ouro   | USA Estados Unidos       | USA Estados Unidos       | USA Estados Unidos       | 75.754 |
| Medalha de ouro   | Steffan Peters           | Weltino's Magic          | 80.132                   | 75.754 |
| Medalha de ouro   | Heather Blitz            | Paragon                  | 75.105                   | 75.754 |
| Medalha de ouro   | Cesar Alberto Parra      | Grandioso                | 69.526 (#)               | 75.754 |
| Medalha de ouro   | Marisa Festerling        | Big Tyme                 | 72.026                   | 75.754 |
| Medalha de prata  | CAN Canadá               | CAN Canadá               | CAN Canadá               | 70.413 |
| Medalha de prata  | Thomas Dvorak            | Viva Salieri's W         | 71.711                   | 70.413 |
| Medalha de prata  | Crystal Kroetch          | Lymrix                   | 68.790                   | 70.413 |
| Medalha de prata  | Tina Irwin               | Winston                  | 70.737                   | 70.413 |
| Medalha de prata  | Roberta Byng-Morris      | Reiki Thyne              | 65.184 (#)               | 70.413 |
| Medalha de bronze | COL Colômbia             | COL Colômbia             | COL Colômbia             | 69.614 |
| Medalha de bronze | Marco Bernal             | Farewell                 | 70.237                   | 69.614 |
| Medalha de bronze | Constanza Jaramillo      | Wakana                   | 72.158                   | 69.614 |
| Medalha de bronze | Juan Mauricio Sánchez    | First Fisherman          | 65.500 (#)               | 69.614 |
| Medalha de bronze | María Inés García        | Beckam                   | 66.447                   | 69.614 |
| 4                 | MEX México               | MEX México               | MEX México               | 68.395 |
| 4                 | Marcos Ortiz             | Sjoery Bantha            | 0.000 (#)                | 68.395 |
| 4                 | Antonio Rivera           | Naval                    | 67.000                   | 68.395 |
| 4                 | Bernadette Pujals        | Iusa Rolex               | 70.369                   | 68.395 |
| 4                 | Omar Zayrik              | Lord                     | 67.816                   | 68.395 |
| 4                 | José Padilla             | Donnersberg              | 64.290 (#)               | 68.395 |
| 5                 | BRA Brasil               | BRA Brasil               | BRA Brasil               | 67.991 |
| 5                 | Pedro Manuel Almeida     | Viheste                  | WD (#)                   | 67.991 |
| 5                 | Leandro Silva            | VDL Lácteur              | 63.895 (#)               | 67.991 |
| 5                 | Luiza Almeida            | Pastor                   | 68.237                   | 67.991 |
| 5                 | Rogério Clementino       | Sargento do Top          | 67.000                   | 67.991 |
| 5                 | Mauro Pereira Júnior     | Tulum Comando SW         | 68.737                   | 67.991 |
| 6                 | DOM República Dominicana | DOM República Dominicana | DOM República Dominicana | 67.255 |
| 6                 | Ivonne Losos de Muñiz    | Dondolo Marismas         | 71.369                   | 67.255 |
| 6                 | Samira Uemura            | Royal Affair             | 67.079                   | 67.255 |
| 6                 | George Fernández Díaz    | Bravo 19                 | 63.316                   | 67.255 |
| 7                 | VEN Venezuela            | VEN Venezuela            | VEN Venezuela            | 64.492 |
| 7                 | Alejandro Gómez          | Revenge                  | 66.632                   | 64.492 |
| 7                 | Irina Moleiro            | Sambuca                  | 61.211                   | 64.492 |
| 7                 | Beatriz Torbay           | Don Royal                | 65.632                   | 64.492 |
| 7                 | María Arocha             | Aristocrata              | 58.553 (#)               | 64.492 |
| 8                 | GUA Guatemala            | GUA Guatemala            | GUA Guatemala            | 64.140 |
| 8                 | Esther Mortimer          | Viva's Veroveraar        | 64.079                   | 64.140 |
| 8                 | Silvia Roesch            | Caracol XXIV             | 62.447                   | 64.140 |
| 8                 | Vivian Schorpp           | Messina                  | 58.395 (#)               | 64.140 |
| 8                 | Christa Dauber           | Serafino                 | 65.895                   | 64.140 |
| 9                 | CRC Costa Rica           | CRC Costa Rica           | CRC Costa Rica           | 63.272 |
| 9                 | Gloriana Herrera Arauz   | Rhapsody                 | 61.105                   | 63.272 |
| 9                 | Michelle Batalla Navarro | Ferro                    | 59.105 (#)               | 63.272 |
| 9                 | Anne Egerstrom           | Amorino                  | 64.790                   | 63.272 |
| 9                 | Gretchen Luttmann        | Dudrovnik                | 63.921                   | 63.272 |
| 10                | CHI Chile                | CHI Chile                | CHI Chile                | 63.097 |
| 10                | Óscar Coddou             | Tambo Merlin             | 60.816                   | 63.097 |
| 10                | Max Piraino              | Jaguar                   | 61.158                   | 63.097 |
| 10                | Virginia Yarur           | El Dorado                | 60.658 (#)               | 63.097 |
| 10                | Mario Roberto Vargas     | Tejas Verdes Tylov       | 67.316                   | 63.097 |
| 11                | PUR Porto Rico           | PUR Porto Rico           | PUR Porto Rico           | 61.544 |
| 11                | Franchesca Liauw         | GB Marko                 | 58.447                   | 61.544 |
| 11                | Luis Denizard            | Nalando                  | 66.842                   | 61.544 |
| 11                | Ursula Lange             | Toftegardens Lobb        | 59.342                   | 61.544 |
| 12                | ECU Equador              | ECU Equador              | ECU Equador              | 61.027 |
| 12                | Carolina Espinoza        | Amadeo                   | 63.869                   | 61.027 |
| 12                | Julio César Mendoza      | Ivan                     | 58.500                   | 61.027 |
| 12                | María Montalvo           | Navargo                  | 60.711                   | 61.027 |

Legenda
| Recorde mundial                  | Recorde mundial (World record)               |                       | Recorde africano                      | Recorde africano (African) |                                           | Q | Classificado por posição (Qualified) |
| Recorde dos Jogos Pan-Americanos | Recorde pan-americano (Pan-American record)  | Recorde da América    | Recorde da América (Americas)         | q                          | Classificado por melhor tempo (Qualified) |   |                                      |
| Melhor marca do ano              | Melhor marca do ano (World leading)          | Recorde asiático      | Recorde asiático (Asian)              | DNS                        | Não largou (Did not start)                |   |                                      |
| Recorde nacional                 | Recorde nacional (National record)           | Recorde europeu       | Recorde europeu (European)            | DNF                        | Não terminou (Did not finish)             |   |                                      |
| Recorde pessoal                  | Recorde pessoal do atleta (Personal best)    | Recorde da Oceania    | Recorde da Oceania (Oceania)          | DSQ / DQ                   | Desclassificado (Disqualified)            |   |                                      |
| Recorde da temporada             | Recorde da temporada do atleta (Season best) | Recorde sul-americano | Recorde sul-americano (South America) | NM                         | Sem marca (No mark)                       |   |                                      |